# Jack van Houten
Jack van Houten (geboortenaam Fritsje van Houten; adoptienaam Herman-Rien Hogendoorn en Jack Woods) is een personage uit de Nederlandse soapserie Goede tijden, slechte tijden.

## Algemeen

### Seizoen 3 tot 6
Het personage Jack komt in seizoen 3 tot en met 6 regelmatig voor als baby/peuter in de serie. Tussen oktober en januari wordt het personage door verschillende baby's gespeeld. Anne Meester speelt Jack in aflevering 449 die werd uitgezonden op 24 december 1992. Daarna speelt Meester de rol nog tussen 16 en 23 november 1995. Davy Renema speelt de rol in aflevering 505 op 12 maart 1993. Naast Meester speelt ook Robin Kersbergen in 1995 nog voor enkele afleveringen de rol. Daarna verdwijnt de rol van de buis.

### Vanaf seizoen 15
Vanaf seizoen 15 komt de volwassen Jack in de serie. Dit maal gespeeld door Mark van Eeuwen. Personage Jack is dan de derde baby die in de serie is geboren die een volwassen vaste rol krijgt. Eerder waren Sjors Langeveld en Nina Sanders al gecast. Opmerkelijk ten opzichte van de andere twee is dat Jack een stuk ouder is. Jack zou officieel 12 moeten zijn, en volgens de tijdlijn van Sjors en Nina ongeveer 20 moeten zijn. Echter werd de rol opeens verouderd naar 25. Van Eeuwen speelde de rol van 23 juni 2005 tot 9 november 2012. Van Eeuwen kwam nog terug d.m.v. een videoboodschap aan zijn zusje Sjors voor haar bruiloft op 15 april 2015. Van Eeuwen kwam wederom terug op 29 februari en 1 maart 2016 om zijn andere zusje Wiet van Houten op te halen, nadat actrice Pip Pellens de serie ging verlaten. Van Eeuwen was onderdeel van een televoting dat het publiek kon kiezen welk afscheid het personage Wiet kreeg. Van Eeuwen keerde op 2 maart 2017 wederom eenmalig terug in de serie om het verhaal omtrent Wiet van Houten af te sluiten en Martine Hafkamp te herintroduceren.

## Biografie

### Begin jaren
Jack van Houten is de zoon van Frits van Houten. Hij werd opgevoed door zijn opa, Herman Hogendoorn, tot een zakenman waar iedereen respect voor zou hebben. Zijn moeder was per ongeluk zwanger geraakt van Frits maar omdat Frits het kindje niet wilde deed ze een zelfmoordpoging en sloeg na de geboorte op de vlucht. Maar ze wist niet dat de vader van Frits, Herman Hogendoorn, ook achter het kindje aanzat. Herman vertrok naar Australië waar hij het kind wist te bemachtigen, kort hierna kwam er nieuws van de gevluchte Trix die in Australië een dodelijk ongeluk heeft gekregen. Frits vermoedde dat Herman hierachter zat, het kon echter ook een tweede zelfmoordpoging zijn. Herman Hogendoorn bevestigde de ontvoering van zijn kleinzoon, maar ontkende elke betrokkenheid bij haar dood.
Jaren later, voordat Herman overlijdt, bekent deze op zijn sterfbed dat Jack niet zijn zoon maar zijn kleinzoon is. Dan heeft Herman-Rien weer een andere naam, Jack Woods en uiteindelijk Jack van Houten. Jack gaat op zoek in Meerdijk voor meer informatie over zijn vader. Hij komt terecht bij zijn zus Sjors Langeveld en de weduwe van zijn vader, Dian Alberts.

### Verloop in Meerdijk
Jack heeft enige tijd in een kliniek op Malta doorgebracht, nadat hij tijdens zijn vakantie in Turkije met Charlie werd ontvoerd door een huurmoordenaar die door Nick Sanders op hem was afgestuurd. Aan het einde van het zomerseizoen van 2008 was te zien dat hij van de rots afviel na een worsteling met de huurmoordenaar. Naar nu blijkt is hij nog in leven en houdt hij een geheim contact met zijn zus Sjors Langeveld, die hem moet helpen Nick Sanders te ontmaskeren en uit te schakelen. Sjors Langeveld lokte Nick Sanders vervolgens naar een verlaten bouwkeet waar hij met een nog levende Jack geconfronteerd werd en eveneens met de bewijzen dat hij een huurmoordenaar zou hebben ingehuurd. Kort daarna keerde Sjors zich echter ook tegen haar broer Jack en zei dat ze ook geen contact meer met hem wilde als hij niet ophield met die haatcampagne tegen Nick.
In januari 2009 schoot Jack Rene Meijer dood die op het punt staat Janine Elschot te vermoorden.
In april 2009 heeft er een gasexplosie plaatsgevonden in Teluma, waarvan Jack de eigenaar was. Hierbij is Nina, de dochter van zijn vriendin Janine, ernstig gewond geraakt. De relatie tussen Jack en Janine is stukgelopen omdat Jack verantwoordelijk gehouden werd voor deze explosie.
In juni 2009 stond Jack terecht voor nalatigheid, waarmee hij verantwoordelijk wordt gesteld voor de gasexplosie. Hij probeert in deze zaak zijn onschuld aan te tonen en aan het licht te krijgen wie werkelijk verantwoordelijk is. Zijn zus Sjors hielp hem hierbij. Bij de rechtszaak is Jack vrijgesproken en heeft Bing een celstraf van 3 maanden gekregen.
Echter Jack wordt in het nieuwe seizoen van GTST weer klemgezet door Ludo. Ditmaal is Ludo erachter gekomen dat het bedrijf van Jack van Houten ontstaan is op nazigeld van zijn oma, Augusta van Houten, die in de Tweede Wereldoorlog geld verdiende door Joden te verraden. Hiermee hoopt Ludo Jack een hak te zetten en ervoor te zorgen dat Janine Jack zal verlaten.
Sinds februari 2010 was hij werkzaam als rechercheur bij politie Meerdijk. In oktober 2012 heeft hij ontslag genomen. Na zijn ontslag heeft hij besloten om een wereldreis te maken, en Lorena en Meerdijk achter zich te laten, op 9 november 2012 verliet Jack van Houten Meerdijk.

### Huidige leven
Op 15 april 2015 zien we Jack nog één keer terug in een videoboodschap voor zijn net getrouwde zusje, Sjors. Hij laat daarin weten niet naar de bruiloft te kunnen komen, omdat hij op dat moment in Noord-Siberië zit en daar werk heeft gevonden.
Op 16 februari 2016 keerde Jack voor even terug in de GTST Meerdijk-app. Hij is een van de mogelijke exits van Wiet. Spelers mochten stemmen op de manier zoals zij Wiet GTST zouden willen zien verlaten, het scenario van Jack had gewonnen. Jack maakte dus ook een tijdelijke rentree in de serie. Als Jack Wiet komt ophalen om met hem Meerdijk te verlaten, heeft hij nieuws over Martine Hafkamp. Op 2 maart 2017 keerde zowel Jack als Wiet eenmalig terug omdat zij Martine gevonden hadden. Daarna vertrok Jack naar de Antillen waar hij een baan bij de recherche kon krijgen.